# Radio Königsberg

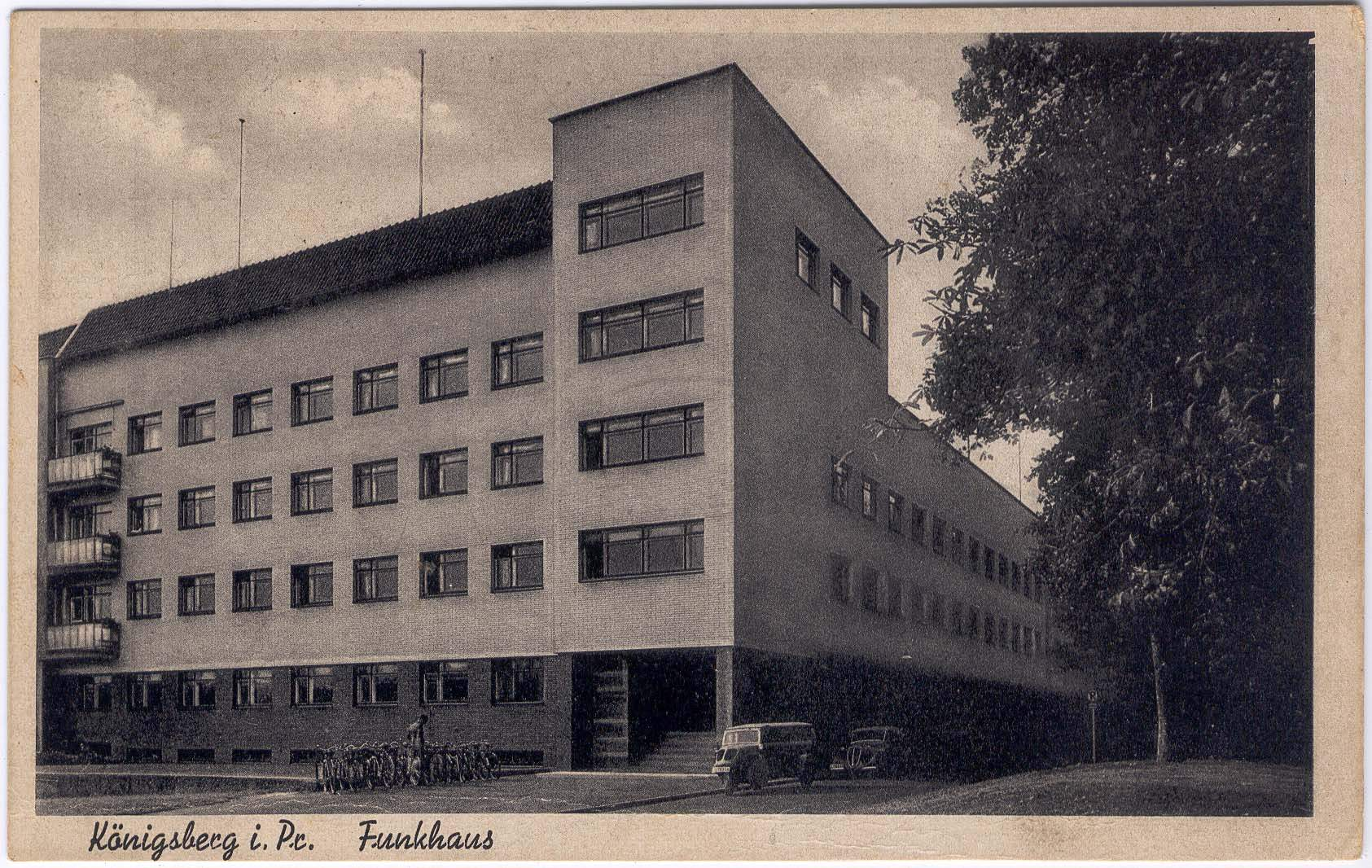
Reichssender Königsberg före 1944.

Radio Königsberg kallades de svenska programmen från den tyska radiostationen Reichssender Königsberg inom Reichs-Rundfunk-Gesellschaft, och som riktade svenskspråkig tysk propaganda mot Sverige under åren 1940–1945.

## Verksamhet

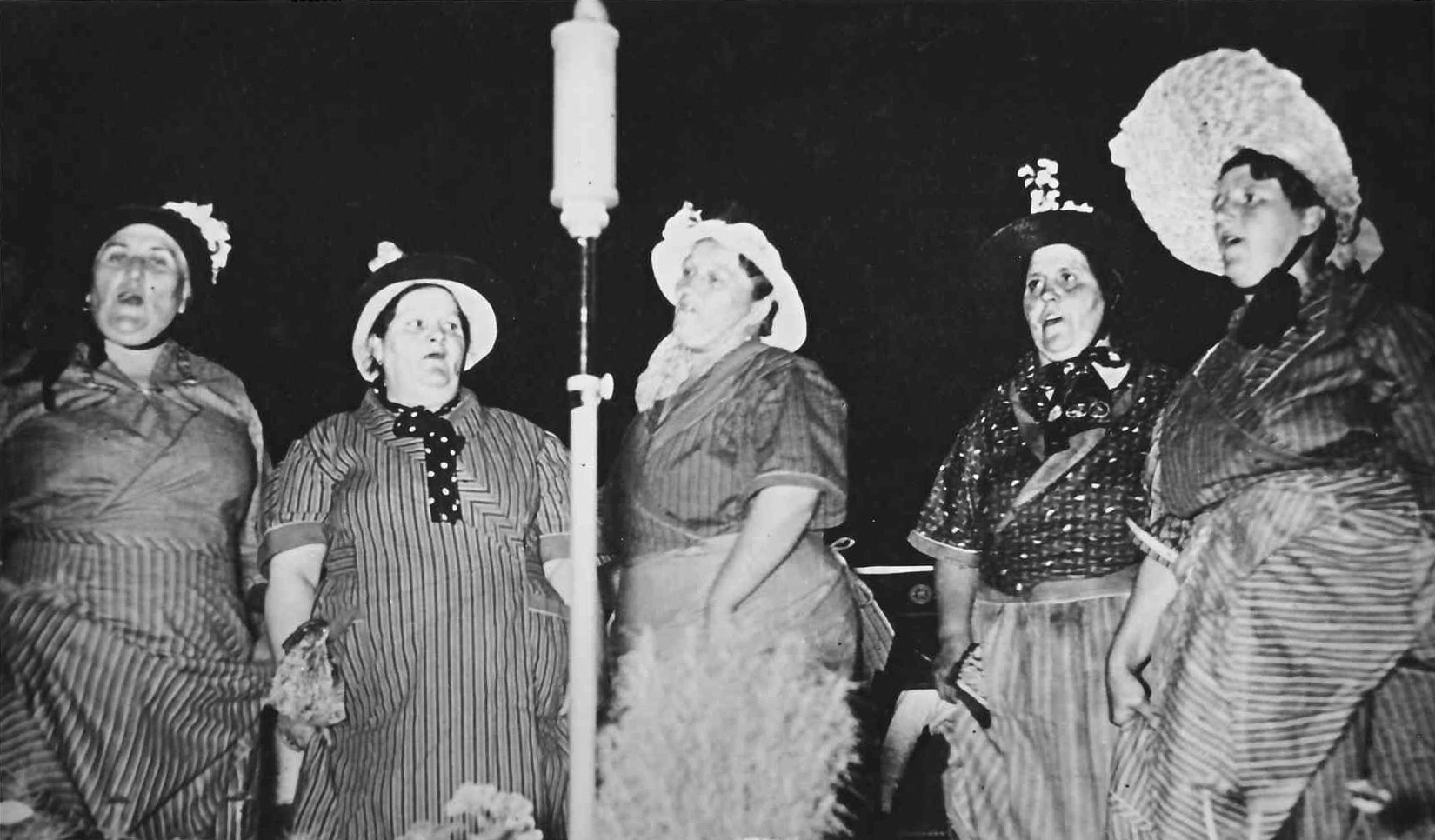
Folksångare på Radio Königsberg 1942.

Utsändningarna började från Haus des Rundfunks i Berlin och de kablades till sändaren i Königsberg (nuvarande Kaliningrad), vilket gjorde att svenska folket döpte programmen till Radio Königsberg. På grund av bombningarna från det allierade flyget flyttade man senare till radiohuset i själva Königsberg, och därefter till Danzig. Mot slutet av kriget, då Röda armén närmade sig staden, flyttades redaktionen till en transportabel radiosändare placerad i Hellerud som då låg strax utanför Oslo, där man sände till krigsslutet 1945. Utsändningarna började med anropssignalen Hallå Norden, här talar Tyskland.
I slutet av 1940 började man sända nyheter och propaganda på svenska en gång i veckan, och sändningstiden ökade efterhand avsevärt. Upp till en tiondel av Sveriges befolkning lyssnade regelbundet på sändningarna.[källa behövs] Dock fick sändningarna till Norden aldrig samma utrymme som Lord Haw-Haws sändningar till Storbritannien.[källa behövs]
Sammanlagt medverkade ett trettiotal svenskar i produktionen, bland dem Thorolf Hillblad, Dagmar Cronstedt, skådespelarna Gösta Richter och Rolf von Nauckhoff, lärarinnan Anna-Lisa Gerloff från Skövde, sjukvårdsbiträdet Brita Bager från Helsingborg och författaren Clara Nordström.[källa behövs]